# دانشکده جغرافیای دانشگاه تهران
دانشکده جغرافیای دانشگاه تهران یکی از دانشکده‌های دانشگاه تهران است که در زمینه آموزش و پژوهش در رشته‌های جغرافیای طبیعی، جغرافیای انسانی، جغرافیای سیاسی، سنجش از دور و سیستم اطلاعات جغرافیایی فعالیت می‌کند.
پیشینه آموزش و فعالیت‌های جغرافیای دانشگاهی به دارالفنون در دوره قاجار برمی‌گردد. در دورهٔ پهلوی علوم «تاریخ و جغرافیا» نخست به عنوان یک رشته دانشگاهی آموزش داده می‌شد اما با گسترش فعالیت‌های آموزشی و پژوهشی جغرافیا در دانشگاه تهران، رشته جغرافیا در سال تحصیلی ۱۳۳۹–۱۳۴۰ به صورت رشته آموزشی و پژوهشی مستقل درآمد. سرانجام در سال ۱۳۸۰، دانشکده جغرافیای دانشگاه تهران به عنوان نخستین دانشکده جغرافیای کشور بنیان نهاده شد و در سال ۱۳۸۶ با خروج از دانشکده ادبیات و علوم انسانی دانشگاه تهران، دارای فضای آموزشی و پژوهشی شد. این دانشکده به عنوان قطب علمی از طرف وزارت علوم، تحقیقات و فناوری انتخاب شده‌است.

## شهدای شاخص دانشکده
1_علی اکبر حسنی، دانشجوی کارشناسی جغرافیا، عملیات خیبر جزیره ی مجنون
2_محمود صارمی، دانشجوی ارشد جغرافیای انسانی، شهید خبرنگار
3_رحمت الله ابوالقاسمی يزدی

## رویداد ملی جغرافیا
این رویداد در سه بخش ارائه ایده‌ها (توسط دانشجویان)، ارائه نیازهای دستگاه‌ها و سازمان‌ها و همچنین معرفی فرصت‌های سرمایه‌گذاری و سرمایه‌گذاران در بخش‌های مختلف علوم جغرافیایی برگزار می‌شود.
لازم به ذکر است که ارائه ی طرح و پیگیری برگزاری رویداد ملی جغرافیا توسط بسیج دانشجویی دانشکده جغرافیا انجام شد.

## پیشینه
پیش از بنیان دارالفنون، میرزا تقی خان امیرکبیر در گسترش دانش جغرافیا، که مانند سایر علوم در غرب دگرگون شده و گسترش یافته بود، اقداماتی انجام داد. وی از اهمیت و تأثیر جغرافیا در رشد آگاهی ایرانیان از مسائل جهانی آگاه بود. برای نمونه، در زمان اقامتش در تبریز در دوره ولایت عهدی ناصرالدین شاه، پس از پایان مأموریتش در ارزروم مترجم خود را به ترجمه کتابی جغرافیایی گماشت. همچنین در آغاز دوره صدراعظمی، امیر کبیر هزینه چاپ کتاب فلوغون رفائیل با عنوان «جهان‌نما» را که از زبان فرانسه ترجمه شده بود پرداخت در حالی که چنین اقدامی از سوی وی دربارهٔ علوم دیگر گزارش نشده‌است.

### دارالفنون
جغرافیای جدید در ایران با تأسیس دارالفنون در سال ۱۲۶۸ هجری قمری آغاز شد.
در نخستین سالهای گشایش دارالفنون، جغرافیا توسط آموزگاران عمومی و غیرمتخصص تدریس می‌شد، اما با آغاز تدریس این علم توسط میرزا عبدالغفار خان اصفهانی ملقب به نجم‌الدوله، ستاره‌شناس دوره قاجار، اهمیت جغرافیا در دارالفنون افزایش یافت. اهمیت نقش نجم الدوله از این جهت بود که نخستین کتاب جغرافیایی را با عنوان «جغرافیا: طبیعی و سیاسی» در سال ۱۲۵۹ خورشیدی به زبان فارسی در تهران به چاپ رساند.
شاگردانی چون میرزا رضاخان نجمی ملقب به مهندس‌الملک (از نویسندگان دوره قاجار) و عبدالرزاق بغایری زیر نظر نجم‌الدوله پرورش یافتند.
از دیگر کارهای نجم الدوله در زمینه جغرافیا می‌توان به نقشه‌برداری از شهرهای قم، کاشان و خرم‌آباد، ترسیم نقشه اراضی تهران، بررسی رودهای کارون و زاینده‌رود برای برآورد هزینه بازسازی سدهای کارون و کوهرنگ، سرشماری تهران در ۱۲۸۴ (با عنوان «تشخیص نفوس دارالخلافه») و تهیه نقشه تهران‌ اشاره کرد.
عبدالرزاق بغایری در سال ۱۳۰۸ هجری قمری ترسیم نقشه ایران را آغاز کرد و آن را بر اساس مقابله و تصحیح ۱۷ نسخه نقشه موجود به زبانهای انگلیسی، آلمانی، فرانسوی و روسی انجام داد، و به این ترتیب پایه‌گذار سازمان جغرافیایی کشور (سازمان جغرافیایی نیروهای مسلح امروزی) گردید.
تا سال‌های پایانی سده سیزدهم خورشیدی، جغرافیا در دبیرستان‌های ایران آموزش تخصصی نداشت و تا اوایل دوره پهلوی آثار عباس اقبال آشتیانی در زمینه جغرافیا، تنها کتابهای معتبر جغرافیا در ایران به‌شمار می‌رفت.

### دانشسرای عالی

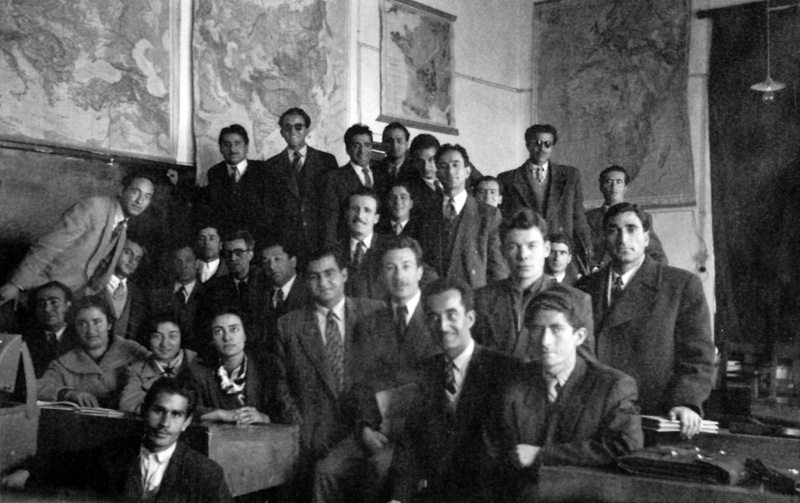
کلاس آموزش جغرافیا در دانشسرای عالی در دهه ۱۳۳۰ خورشیدی

سال ۱۳۰۷ آغاز مرحله واقعی آموزش و گسترش جغرافیا در ایران بود. در آن سال دارالمعلمین مرکزی، با هدف تربیت معلم، به دارالمعلمین عالی بدل شد و قانون اعزام دانشجو به خارج تصویب شد. در دارالمعلمین عالی، رشته مشترک «تاریخ و جغرافیا» یکی از پنج رشته اصلی بود. فارغ‌التحصیلان این دانشسرا یا به آموزش در دبیرستان می‌پرداختند یا برای ادامه تحصیل به خارج فرستاده می‌شدند.

### دانشگاه تهران
آموزش جغرافیا که تاحدودی تحت تأثیر شیوه رایج در فرانسه بود، تا سال ۱۳۱۳ تحول عمده‌ای نکرد. پس از تأسیس دانشگاه تهران، برنامه‌ها و محتوای جغرافیا به سرعت در مراکز علمی و دیگر شهرها گسترش یافت.
نقشه‌خوانی و نقشه‌برداری در سال ۱۳۱۷ در محتوای علم جغرافیا گنجانده شد، و آزمایشگاه جغرافی در سال‌های ۱۳۱۷–۱۳۱۸ ایجاد گردید که بر روند گسترش جغرافیا در ایران تأثیر مهمی بر جای گذاشت. سازمان نقشه‌برداری کشور در ۱۳۳۲ بنیان نهاده شد، و دانشسرای عالی در ۱۳۳۴ از دانشکده ادبیات جدا شد و مرکز مستقلی برای تربیت معلم جغرافیا فراهم ساخت.
پس از تهران، آموزش تاریخ و جغرافیا به عنوان یک رشته اصلی در تبریز (۱۳۲۶) و مشهد (۱۳۳۴) پایه‌گذاری شد. برای نخستین بار، دوره دکترای تاریخ و جغرافیا در سال تحصیلی ۱۳۳۶–۱۳۳۷ در دانشکده ادبیات دانشگاه تهران ایجاد شد.

#### استقلال رشته جغرافیا

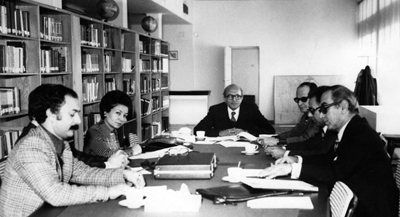
شورای استادان گروه جغرافیا پس از استقلال این رشته؛

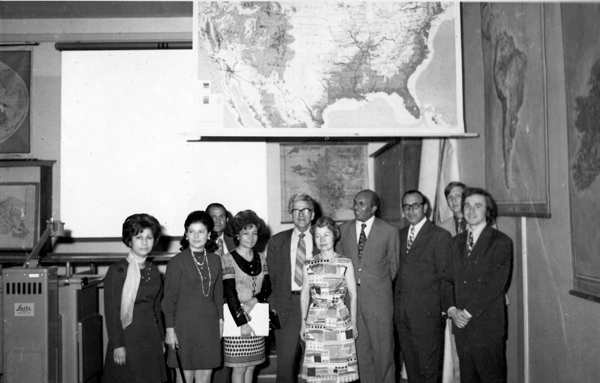
استادان میهمان آمریکایی در کنار استادان گروه جغرافیای دانشگاه تهران در اتاق ۳۱۳ دانشکده ادبیات و علوم انسانی ویژهٔ جغرافیا؛ دهه ۱۳۵۰

در سال تحصیلی ۱۳۳۹–۱۳۴۰ رشته جغرافیا از رشته تاریخ جدا و تبدیل به رشته مستقلی شد
و سه تخصص کارتوگرافی، جغرافیای انسانی و اقتصادی، و جغرافیای طبیعی برای آن ایجاد گردید.
سپس، آموزش رشته جغرافیا به دانشگاه‌های شیراز (۱۳۴۰)، اصفهان (۱۳۴۵) و در دانشگاه ملی (شهید بهشتی کنونی) (۱۳۴۸) گسترش یافت.
مهمترین آثار جغرافیایی چاپ شده پیش از پیروزی انقلاب در قالب کتاب، اطلس، مرجع و مجله مربوط به این دوره است.
در طول پنجاه سال قبل از انقلاب اسلامی، شمار فارغ‌التحصیلان رشته جغرافیا از مؤسسات آموزش عالی بین ۱۵۰۰ تا ۲۰۰۰ نفر بود که حدود ۸۵ درصد از آنان جذب آموزش و پرورش شدند. پس از اعلام اصلاحات ارضی در سال ۱۳۴۱، «مؤسسه جغرافیای دانشگاه تهران» ایجاد شد که به جغرافیای کاربردی توجه ویژه داشت.

#### دانشکده جغرافیای دانشگاه تهران
گروه جغرافیا تا سال ۱۳۸۰ دارای گرایش‌های جغرافیای انسانی، جغرافیای طبیعی و کارتوگرافی بود، ولی با توجه به افزایش رشته‌ها و گرایش‌های گروه جغرافیا، افزایش تعداد دانشجو، عدم سنخیت تکنیک‌های مدرن جغرافیا با رشته‌های علوم انسانی و گرایش آن به سمت برنامه‌ریزی محیطی و فضایی، و همچنین برای فراهم آوردن امکان توسعه پژوهشی جغرافیا، اندیشهٔ گسترش گروه و تبدیل آن به دانشکده مستقل شتاب گرفت و با پشتیبانی اساتید گروه جغرافیا و بسیاری از جغرافی‌دانان ایران در آبان ماه ۱۳۸۰ ایجاد دانشکده مستقلی برای علم جغرافیا در شورای گسترش آموزش عالی به تصویب رسید.
بدین ترتیب نخستین دانشکده جغرافیای کشور در سال ۱۳۸۰ در دانشگاه تهران ایجاد شد. امروزه در مراکز دانشگاهی بر جغرافیای ملی، محلی و ناحیه‌ای تأکید می‌شود و ده تخصص در مقاطع و گرایشهای گوناگون جغرافیا، از جمله برنامه‌ریزی شهری، برنامه‌ریزی روستایی، ژئومورفولوژی، کارتوگرافی، اقلیم‌شناسی و سنجش از دور در دانشگاه‌های کشور وجود دارد.
هرچند پس از تصویب شورای گسترش آموزش عالی و انتصاب ریاست و متعاقب آن معاونین دانشکده از همان تاریخ فعالیت دانشکده آغاز گردید، ولی تشکیلات دانشکده توسط سازمان مدیریت و برنامه‌ریزی در تاریخ ۱۳۸۱ به دانشگاه ابلاغ و دانشکده رسماً فعالیت‌های آموزشی، پژوهشی و اداری خود را به عنوان دانشکده جغرافیا آغاز نمود. این دانشکده در سال ۱۳۸۶ از دانشکده ادبیات و علوم انسانی دانشگاه تهران خارج و دارای فضایی مستقل در خارج از پردیس مرکزی دانشگاه تهران شد. روسای این دانشکده از ابتدای شکل‌گیری تاکنون، مجتبی قدیری معصوم، احمد پور احمد و کیومرث یزدان پناه و ابراهیم مقیمی بوده‌اند.
همچنین این دانشکده به عنوان قطب علمی از طرف وزارت علوم، تحقیقات و فناوری به سایر دانشکده‌های ایران معرفی شده‌است.

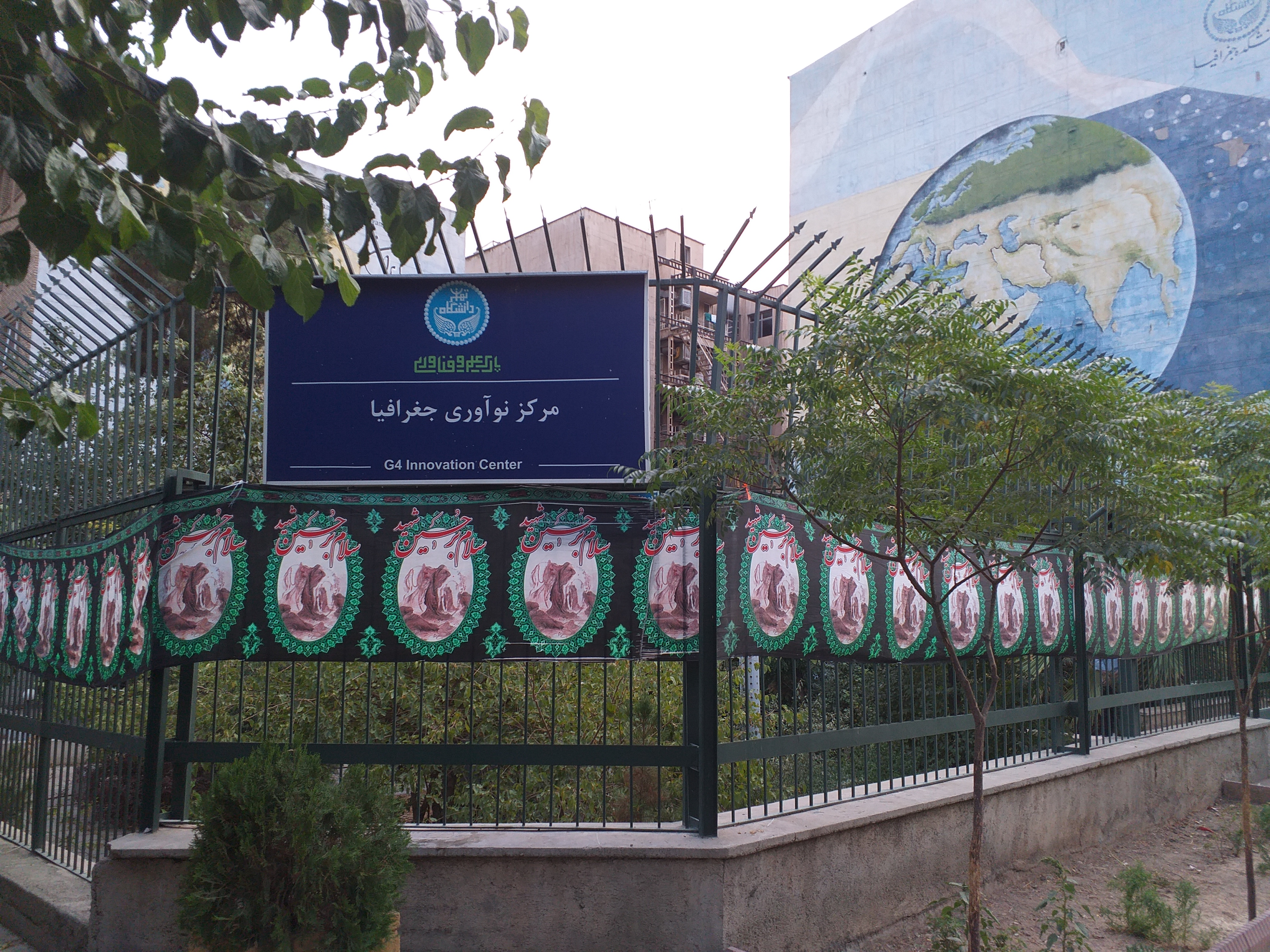
دانشکده ی جغرافیا دانشگاه تهران محرم ۱۴۰۱

## رشته‌ها و گرایش‌های موجود در دانشکده جغرافیا
- گروه جغرافیای انسانی: شامل رشته‌های جغرافیا و برنامه‌ریزی شهری، جغرافیا و برنامه‌ریزی روستایی و جغرافیا و برنامه‌ریزی گردشگری در مقاطع کارشناسی، کارشناسی ارشد و دکتری
- گروه جغرافیای سیاسی: شامل رشته جغرافیای سیاسی در مقاطع کارشناسی، کارشناسی ارشد و دکتری
- گروه جغرافیای طبیعی: شامل رشته‌های ژئومورفولوژی و آب‌وهواشناسی در گرایش‌های مختلف در مقاطع کارشناسی، کارشناسی ارشد و دکتری ورشته مخاطرات محیطی در دو گرایش در مقطع کارشناسی ارشد
- گروه کارتوگرافی و سنجش از دور: شامل رشته سنجش از دور و سیستم اطلاعات جغرافیایی در گرایش‌های مختلف در مقاطع کارشناسی، کارشناسی ارشد و دکتری

## بزرگان آموزش جغرافیا در دانشگاه تهران

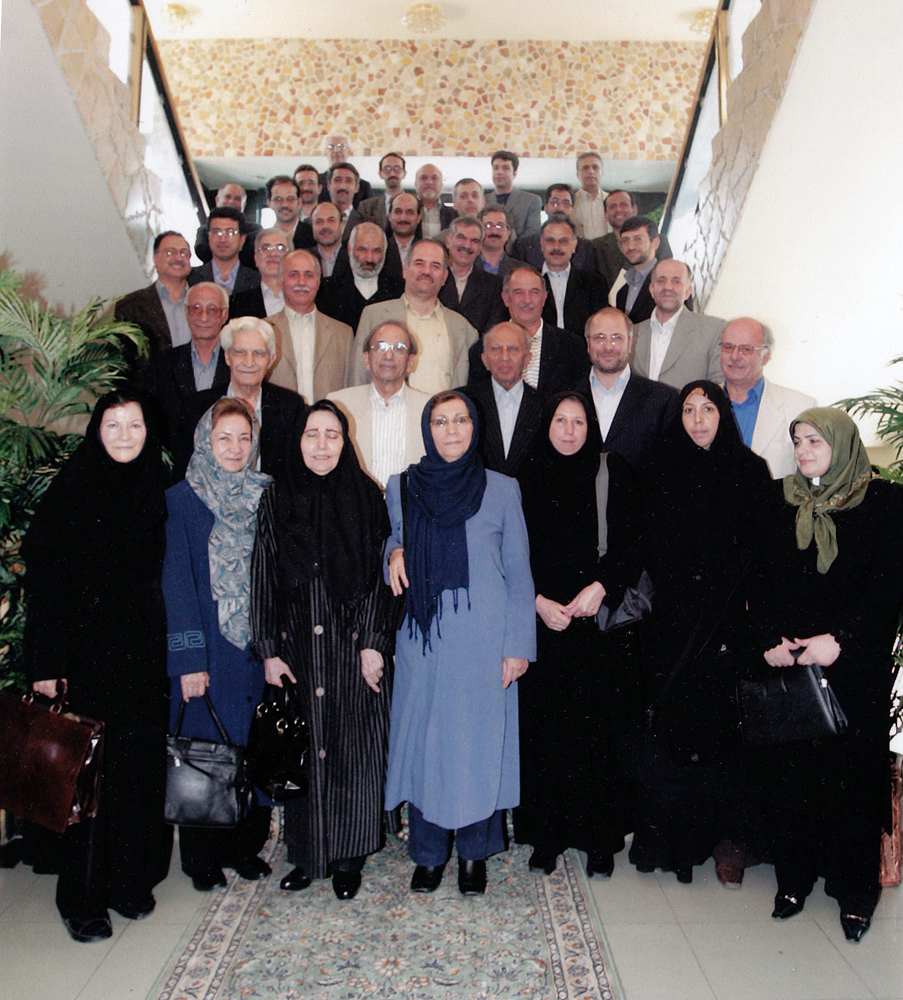
عکس دسته جمعی استادان دانشکده جغرافیای دانشگاه تهران؛ سال ۱۳۸۵ چند تن از حاضران در عکس: دره میرحیدر، محمدتقی رهنمایی، محمدباقر قالیباف، محمدحسن گنجی، پرویز کردوانی، جمشید جداری عیوضی، حسن کامران، مجتبی یمانی، سید کاظم علوی پناه

از آغاز تأسیس دانشسرای عالی در سال ۱۳۰۷ به مدت ۱۰ سال تمام تدریس جغرافیا بر عهده ماژور مسعودخان کیهان و عباس اقبال آشتیانی بود، تا اینکه در سال تحصیلی ۱۳۱۷–۱۳۱۸ محمدحسن گنجی که تحصیلات خود را در انگلستان انجام داده بود به همراه احمد مستوفی که از فرانسه دکترای خود را دریافت کرده بود و احمد سعادت به استادان مزبور پیوستند. بجز دو سالی که خسرو شباهنگ هم در ردیف معلمان جغرافیای دانشسرای عالی درآمد، آموزش جغرافیا بر عهده همین چند نفر بود.
پس از جدا شدن و استقلال رشتهٔ جغرافیا از تاریخ در سال ۱۳۴۰ و بازنشسته شدن ماژور مسعودخان کیهان و عباس اقبال، گروه تازه‌تاسیس جغرافیا در سال ۱۳۴۲ دره میرحیدر را که دکترای خود را در گرایش جغرافیای سیاسی از آمریکا دریافت کرده بود به عضویت هیئت علمی دانشگاه درآورد، و مسولیت آموزش بسیاری از درس‌هایی که قبلاً بر عهدهٔ محمدحسن گنجی و احمد مستوفی بود، به وی سپرده شد. در همان زمان کاظم ودیعی و جهانگیر صوفی، و ربیع بدیعی به صورت استاد حق‌التدریسی برای آموزش دروس تخصصی خود با دانشگاه تهران همکاری می‌کردند. از دیگر استادان پیشکسوت جغرافیای دانشگاه تهران می‌توان از فرج‌الله محمودی، رحیم مشیری، شاپور گودرزی‌نژاد، فاطمه بهفروز، خدیجه اسدیان، محمد پورکمال، مسعود مهدوی، محمدتقی رهنمایی، رحمت‌الله فرهودی، پرویز کردوانی، ابراهیم جعفرپور، جمشید جداری عیوضی، حسین محمدی و سید کاظم علوی پناه یاد کرد.